# Ноєнбург-на-Рейні
Ноєнбург-на-Рейні (нім. Neuenburg am Rhein) — місто в Німеччині, знаходиться в землі Баден-Вюртемберг. Підпорядковується адміністративному округу Фрайбург. Входить до складу району Брайсгау-Верхній Шварцвальд.
Площа — 44,12 км2. Населення становить 12 339 ос. (станом на 31 грудня 2020).